# Máximo Laura
Máximo Laura Taboada, né à Ayacucho (Pérou) en 1959, est un tisserand péruvien.
La tapisserie est l’une des grandes traditions du Pérou. La richesse de ses motifs, de ses coloris et de sa finesse sont mondialement appréciées. Cet art, qui date des cultures pré-Incas et qui s’est maintenu tout le long de notre histoire, s’est perpétué jusqu’à nos jours grâce au travail d’artistes qui expriment une ingéniosité et une créativité sans pair tout en intégrant les valeurs traditionnelles. 
Máximo Laura, est l’un d’eux. Il est né à Ayacucho, berceau de la civilisation Huari et est issu d’une famille de créateurs de tapis. Après ses études universitaires en lettres, il dédie sa vie à cet art en l’étudiant, en le faisant évoluer et en le transmettant. Son parcours impressionnant d’expositions et d’ateliers réalisés au Pérou et à l’étranger, les prix qu’il a obtenus, le placent parmi les tout premiers dans la création textile péruvienne.